# FMP Železnik Beograd
KK FMP je srpski košarkaški klub iz beogradskog naselja Železnika. FMP je kratica glavnog sponzora kluba, Fabrike metalnih proizvoda.
Od kada je klub 1994. preuzeo Nebojša Čović, FMP postaje klub koji neprestano razvija mlade igrače poput Bulatovića, Aškrabića, Nikolića, Milojevića, Popovića, Šekularca, Ilića, Aleksandrova, Jorovića, Teodosića, Rašića, Marinovića, Ercega i mnogih drugi.

## Povijest
Dapnašnji FMP je nastao preimenovanjem novosadskog '''KK Radničkog''' osnovanog 1970. Originalni klub je osnovan 1975. pod imenom KK ILR Železnik. Osnovala ga je tvornica alatnih mašina Ivo Lola Ribar i Železnikova upravna lokalna zajednica. U početku, klub je bio pod vodstvom sportskog društva Ivo Lola Ribar, koja je uz košarku bavila i nogometom, rukometom, odbojkom, boksom, kuglanjem, streličarstvom i šahom. U počecima, klub je igrao u Beogradskoj gradskoj ligi (Beogradska zona), a domaće utakmice igrao je na vanjskom betonskom terenu koji pripada osnovnoj školi Braće Jerković.  
Kako se je prvenstvo igralo proljeće - ljeto, Železnik je iskoristio zimsku pauzu tako što se je natjecao u Zimskoj ligi Beograda .
Građani Železnika su brzo prihvatili novoosnovani klub, utakmice su bile gledane, tribine ispunjene do posljednjeg mjesta. Od samog početka su se organizirala putovanja navijača koji su išli na gostovanja. 
Seniorska ekipa kluba je prošla sve rangove natjecanja. Preko Beogradske zone, Druge i Prve, stigla je do Jedinstvene srpske lige. Zbog nedostatka financijski sredstava kojima bi se pokrili visoki troškovi najma dvorane, klub je 1986. godine istupio iz daljeg natjecanja.
Zahvaljujući tvrtki A.D. FMP iz Beograda, klub je ponovo aktiviran 1991. pod novim imenom "FMP Železnik". Poslije godinu dana provednih u Drugoj srpskoj ligi ostvaren je plasman u Prvu srpsku ligu. U sezoni 1994./95. klub je igrao u Drugoj ligi, a natjecanje je završio sa samo četiri poraza i kao prvak ulazi u najelitniji razred košarkaškog natjecanja u Jugoslaviji. U godini u kojoj je klub slavio dvadeset godina postojanja, seniorska momčad se prvi put u povijesti kluba natjecala u Prvoj saveznoj ligi. Zajedno s Crvenom zvezdom, Vojvodinom, Beobankom, Bobanikom, Lovcenom, Mladošću i Gorstakom, klub je u III. grupi YUBA lige vodio borbu za ulazak u Super YUBA ligu.
Osvajanjem treće pozicije u grupi, FMP Železnik je ostvario najveci uspjeh u dotadašnjoj povijesti plasmanom u Super YUBA ligu. Ovim rezultatom klub je osigurao mjesto u najelitnijem natjecanju za narednu sezonu, pošto je reorganizacijom košarkaških liga KSJ, Prva A savezna liga u sezoni 1996./97. imala 14 klubova. 
2011. godine FMP je preuzeo Zvezdino ime i grb, kao i nekolicinu igrača. Sve mlađe kategorije kluba FMP i kompletan sistem obrazovanja su ovim sporazumom pripali Crvenoj zvezdi.  Od 2013. klub je reosnovan spajanjem sa KK Radnički Novi Sad.

## Poznati treneri
- Slobodan Klipa
- Vlada Vukoičić
- Boško Đokić
- Vlada Đurović
- Aco Petrović

| KK FMP – trenutačna momčad | KK FMP – trenutačna momčad |
| --- | -------------------------- |
| |                            |
| 0 Aleksa Radanov \| 3 Filip Čović \| 4 Ivan Ćorović \| 5 Dejan Davidovac \| 8 Dragan Apić \| 11 Stefan Lazarević \| 12 Aleksandar Bursać \| 16 Radoš Šešlija \| 18 Dušan Kutlešić \| 21 Nikola Žižić \| 25 Marko Ljubičić \| 34 Ajzea Ostin \| 35 Đorđe Kaplanović \| 43 Džona Bolden \| trener: Branko Maksimović \| |                            |

| KK FMP – trenutačna momčad | KK FMP – trenutačna momčad |
| --- | -------------------------- |
| |                            |
| 0 Aleksa Radanov \| 3 Filip Čović \| 4 Ivan Ćorović \| 5 Dejan Davidovac \| 8 Dragan Apić \| 11 Stefan Lazarević \| 12 Aleksandar Bursać \| 16 Radoš Šešlija \| 18 Dušan Kutlešić \| 21 Nikola Žižić \| 25 Marko Ljubičić \| 34 Ajzea Ostin \| 35 Đorđe Kaplanović \| 43 Džona Bolden \| trener: Branko Maksimović \| |                            |

| Košarkaška liga Srbije (2011./12.) | Košarkaška liga Srbije (2011./12.) |
| --- | ---------------------------------- |
| |                                    |
| OKK Beograd \| Borac \| Crvena zvezda \| FMP \| Hemofarm \| Mega Vizura \| Metalac \| Napredak \| Partizan \| Proleter \| Radnički Basket \| Radnički (Beograd) \| Radnički (Kragujevac) \| Sloboda \| Sloga \| Tamiš \| Vojvodina |                                    |

| Košarkaška liga Srbije (2011./12.) | Košarkaška liga Srbije (2011./12.) |
| --- | ---------------------------------- |
| |                                    |
| OKK Beograd \| Borac \| Crvena zvezda \| FMP \| Hemofarm \| Mega Vizura \| Metalac \| Napredak \| Partizan \| Proleter \| Radnički Basket \| Radnički (Beograd) \| Radnički (Kragujevac) \| Sloboda \| Sloga \| Tamiš \| Vojvodina |                                    |

| ABA liga                                                                                    | ABA liga |
| ------------------------------------------------------------------------------------------- | --- |
|                                                                                             | |
| Nazivi: Goodyear liga (2001. – 2006.) · NLB liga (2006. – 2011.) · ABA liga (2011. – danas) | |
|                                                                                             | |
| Sudionici 2024./25.                                                                         | Igokea (Laktaši / Aleksandrovac) · Mornar (Bar) · Budućnost (Podgorica) · Studentski centar (Podgorica) · Split · Zadar · Cibona (Zagreb) · Cedevita Olimpija (Ljubljana) · Krka (Novo Mesto) · Crvena zvezda (Beograd) · FMP (Beograd) · Partizan (Beograd) · Mega (Beograd / Srijemska Mitrovica) · Borac (Čačak) · Spartak (Subotica) · Dubai |
|                                                                                             | |
| Bivši sudionici (2001. – 2024.)                                                             | Borac (Banja Luka) · Bosna (Sarajevo) · Široki (Široki Brijeg) · Sloboda (Tuzla) · Levski (Sofija) · Lovćen (Cetinje) · Sutjeska (Nikšić) · ČEZ (Nymburk) · Kvarner (Rijeka) · Šibenik · Cedevita (Zagreb) · Zagreb · Maccabi (Tel Aviv) · Szolnoki Olaj · Karpoš Sokoli (Skoplje) · MZT (Skoplje) · Helios (Domžale) · Laško · Olimpija (Ljubljana) · Slovan (Ljubljana) · Šentjur · Koper Primorska (Kopar) · FMP Železnik (Beograd) · Radnički (Kragujevac) · Vojvodina Srbijagas (Novi Sad) · Metalac (Valjevo) · Vršac |
|                                                                                             | |
| Sezone:                                                                                     | 2001./02. · 2002./03. · 2003./04. · 2004./05. · 2005./06. · 2006./07. · 2007./08. · 2008./09. · 2009./10. · 2010./11. · 2011./12. · 2012./13. · 2013./14. · 2014./15. · 2015./16. · 2016./17. · 2017./18. · 2018./19. · 2019./20. · 2020./21. · 2021./22. · 2022./23. · 2023./24. · 2024./25. · |
|                                                                                             | |
| Prvaci:                                                                                     | Partizan (7) · Crvena zvezda (7) · FMP Železnik (2) · Olimpija (1) · Zadar (1) · Vršac (1) · Maccabi (1) · Cibona (1) · Budućnost (1) |
|                                                                                             | |
| Doprvaci:                                                                                   | Cedevita (4) · Partizan (4) · Cibona (3) · Crvena zvezda (3) · Budućnost (2) Krka (1) · Maccabi (1) · FMP Železnik (1) · Vršac (1) · Olimpija (1) · Mega (1) · |
|                                                                                             | |
| Prvaci regularne sezone:                                                                    | Crvena zvezda (6) · Partizan (4) · Cibona (2) · Olimpija (1) · Vršac (1) · FMP Železnik (1) · Maccabi (1) · Igokea (1) · Budućnost (1) |
|                                                                                             | |
| ostala natjecanja                                                                           | Druga ABA liga · Superkup ABA lige |

| ABA liga                                                                                    | ABA liga |
| ------------------------------------------------------------------------------------------- | --- |
|                                                                                             | |
| Nazivi: Goodyear liga (2001. – 2006.) · NLB liga (2006. – 2011.) · ABA liga (2011. – danas) | |
|                                                                                             | |
| Sudionici 2024./25.                                                                         | Igokea (Laktaši / Aleksandrovac) · Mornar (Bar) · Budućnost (Podgorica) · Studentski centar (Podgorica) · Split · Zadar · Cibona (Zagreb) · Cedevita Olimpija (Ljubljana) · Krka (Novo Mesto) · Crvena zvezda (Beograd) · FMP (Beograd) · Partizan (Beograd) · Mega (Beograd / Srijemska Mitrovica) · Borac (Čačak) · Spartak (Subotica) · Dubai |
|                                                                                             | |
| Bivši sudionici (2001. – 2024.)                                                             | Borac (Banja Luka) · Bosna (Sarajevo) · Široki (Široki Brijeg) · Sloboda (Tuzla) · Levski (Sofija) · Lovćen (Cetinje) · Sutjeska (Nikšić) · ČEZ (Nymburk) · Kvarner (Rijeka) · Šibenik · Cedevita (Zagreb) · Zagreb · Maccabi (Tel Aviv) · Szolnoki Olaj · Karpoš Sokoli (Skoplje) · MZT (Skoplje) · Helios (Domžale) · Laško · Olimpija (Ljubljana) · Slovan (Ljubljana) · Šentjur · Koper Primorska (Kopar) · FMP Železnik (Beograd) · Radnički (Kragujevac) · Vojvodina Srbijagas (Novi Sad) · Metalac (Valjevo) · Vršac |
|                                                                                             | |
| Sezone:                                                                                     | 2001./02. · 2002./03. · 2003./04. · 2004./05. · 2005./06. · 2006./07. · 2007./08. · 2008./09. · 2009./10. · 2010./11. · 2011./12. · 2012./13. · 2013./14. · 2014./15. · 2015./16. · 2016./17. · 2017./18. · 2018./19. · 2019./20. · 2020./21. · 2021./22. · 2022./23. · 2023./24. · 2024./25. · |
|                                                                                             | |
| Prvaci:                                                                                     | Partizan (7) · Crvena zvezda (7) · FMP Železnik (2) · Olimpija (1) · Zadar (1) · Vršac (1) · Maccabi (1) · Cibona (1) · Budućnost (1) |
|                                                                                             | |
| Doprvaci:                                                                                   | Cedevita (4) · Partizan (4) · Cibona (3) · Crvena zvezda (3) · Budućnost (2) Krka (1) · Maccabi (1) · FMP Železnik (1) · Vršac (1) · Olimpija (1) · Mega (1) · |
|                                                                                             | |
| Prvaci regularne sezone:                                                                    | Crvena zvezda (6) · Partizan (4) · Cibona (2) · Olimpija (1) · Vršac (1) · FMP Železnik (1) · Maccabi (1) · Igokea (1) · Budućnost (1) |
|                                                                                             | |
| ostala natjecanja                                                                           | Druga ABA liga · Superkup ABA lige |